# Indische Felsenratten
Die Indischen Felsenratten (Cremnomys) sind eine Nagetiergattung aus der Gruppe der Altweltmäuse (Murinae). Die Gattung umfasst zwei Arten.

## Allgemeines
Diese Nagetiere erreichen eine Kopfrumpflänge von rund 11 bis 15 Zentimeter und eine Schwanzlänge von 14 bis 20 Zentimetern. Ihr Fell ist an der Oberseite grau und an der Unterseite weißlich gefärbt.
Lebensraum dieser Tiere sind felsige Regionen im mittleren und südlichen Indien,auch in Wüsten kommen. Sie sind nachtaktiv, als Unterschlupf dienen ihnen Felsspalten. Die Fortpflanzung ist saisonal und hängt von der Regenzeit ab, ansonsten ist über die Lebensweise nichts bekannt.

## Systematik
Die Indischen Felsenratten sind Teil der Millardia-Gattungsgruppe innerhalb der Altweltmäuse.
Es gibt zwei Arten:
- Cremnomys cutchicus lebt im nordwestlichen, östlichen und südlichen Indien.
- Cremnomys elvira ist nur von einem kleinen Gebiet im Bundesstaat Tamil Nadu bekannt.

Während C. cutchicus häufig und nicht gefährdet ist, wird C. elvira, die ein nur 10 km² großes Gebiet bewohnt, von der IUCN als „vom Aussterben bedroht“ (critically endangered) gelistet.